# Руа-Либеру-Бадаро
Руа-Либеру-Бадаро (порт. Rua Líbero Badaró — «улица Либеро Бодаро») — улица в районе Се в историческом центре Сан-Паулу, столице штата Сан-Паулу в Бразилии. Названа в память о Джованни Баттиста Либеро Бадаро (1798—1830), журналиста, политика и врача, проживавшего и убитого на этой улице из-за гражданской позиции. Ранее улица называлась Руа-Сан-Жозе.
Улица начинается от Ларго-Сан-Франсишку и заканчивается на Ларго-ди-Сан-Бенту, пересекаясь с Руа-Жозе-Бонефасиу, Праса-ду-Патриарка, Руа-Дотор-Фалкон-Фильу, эстакадой Виадуту-ду-Ша, Руа-Дотор-Мигель-Коуту, Авенида-Сан-Жуан.
В разное время на улице проживали политик Амадор Родригес де Ласерда Жордао, барон Сан-Жуан-ду-Риу-Кларо, крупный землевладелец Жозе Жоакин душ Сантуш Силва, барон Итапетининга и банкир Франсишку Ксавьер Паис де Баррос, барон Татуи.
На улице располагался отель Карлтон, в котором в начале XX века часто останавливались интеллектуалы-модернисты. В доме 67 на Руа-Либеру-Барадо, в квартире на третьем этаже, писатель Освальд де Андраде создал «холостяцкое убежище», своего рода клуб для интеллектуалов, частыми посетителями которого были поэт Мариу де Андради, критик Гильерме де Алмейда, писатель Руй Рибейру Коуту и художник Ди Кавальканти.
На Руа-Либеру-Барадо находятся достопримечательности Здание Сампайу Морейра и Здание Конде де Пратес. Здесь также располагается здание бывшего Отон-Палас-Отеля, символа роскошных отелей Сан-Паулу, открытого в 1954 году по случаю празднования 400-летия города. В 1970-х годах из-за процессов деградации в историческом центре Сан-Паулу и оттоку постояльцев, гостиницу пришлось закрыть. Здание, расположенное недалеко от мэрии, перешло в ведение города. После реконструкции в нём предполагалось размещение различных муниципальных органов. Однако ремонт был прерван во время правления мэра Кассаба, когда бывшую гостиницу заняла группа бездомных.